# كروتون أبيض ناصع
كروتون أبيض ناصع (الاسم العلمي: Croton niveus) هو نوع من النباتات يتبع جنس الكروتون من الفصيلة الفربيونية.